# Chiesa della Compagnia del Suffragio
La chiesa della Compagnia del Suffragio è un edificio sacro che si trova a Monte San Savino, in provincia di Arezzo, diocesi di Arezzo-Cortona-Sansepolcro.

## Storia e Descrizione
Posta sul luogo nel quale fin dal Medioevo esisteva una porta di ingresso alle mura del paese, fu edificata nel 1635 utilizzando ed ampliando quella cinquecentesca della Compagnia della Santissima Trinità. Attualmente la chiesa è chiusa al pubblico e versa in condizioni di abbandono.
L'aula unica corredata di due altari laterali tardo-barocchi conserva sulle pareti laterali e nell'abside un ciclo pittorico di affreschi, ora staccati per ragioni di conservazione, raffigurante la Deposizione dalla Croce con la Santissima Trinità e angeli e Scene del Nuovo Testamento, opera di primaria importanza di Luigi Ademollo, che lo eseguì nel 1821.